# Crystal Sky
Crystal Sky es el cuarto álbum de estudio de la cantante alemana Lena Meyer-Landrut. Fue lanzado el 15 de mayo de 2015 a través de We Love Music y Universal Music Germany. El álbum incluye producciones de Biffco and Beatgees. El sonido es descrito como sonidos  electrónicos con influencias del pop. El primer sencillo "Traffic Lights" era lanzado en la Alemania natal y en toda Europa el 1 de mayo de 2015. Crystal Sky alcanzó el número 2 en el German Album Chart.

## Antecedentes
A principios de 2014, Meyer-Landrut comenzó el trabajo principal de su cuarto álbum de estudio. En enero viajó a Nueva York para participar en conversaciones con el productor de registro Bosko. En mayo de 2014 visitó el Estudio Yoad Nevo en Londres y en junio de 2014 trabajó con la cantautora australiana Kat Vinter en Berlín y con la cantautora israelí-estadounidense Rosi Golan en Los Ángeles. En Brighton trabajó con el productor de equipo Biffco. Además trabajó con Afsheen , con el productor de equipo Beatgees de Berlín quien realmente produjo un remix de "Neon (Lonely People)" y la canción infantil "Schlaft alle" (Dormid todos) para el álbum recopilatorio Giraffenaffen 3, que fue lanzado en noviembre de 2014. En el mismo mes, contribuyó al álbum recopilatorio I Love Disney con la canción de Aladdín "Un mundo ideal". El 7 de agosto de 2014, Lena reveló a través de su cuenta de Twitter que el título del álbum sería "Crystal Sky", que vería la luz en mayo de 2015.
https://www.google.com/search?q=crytal+sky&rlz=1C1SQJL_esMX916MX916&oq=crytal+sky&aqs=chrome..69i57j46i13j0i13l7.18555j0j15&sourceid=chrome&ie=UTF-8#:~:text=Creado%20para%20fotograf%C3%ADa%20a%C3%A9rea%20en%20exteriores%2C%20el%20monitor%20CrystalSky%20cuenta%20con%20una%20pantalla%20ultra%20brillante%20que%20se%20ve%20con%20claridad%20incluso%20con%20luz%C2%A0...

## Sencillos
"Traffic Lights" fue lanzado como el primer sencillo del álbum el 1 de mayo de 2015. La canción entró en la lista de singles alemán en el número 14.

## Lista de canciones
Todas las pistas son producidas por Biffco y Beatgees, aunque la producción original en "Lifeline" es realizada por AFSHeen y Josh Cumbee; y la programación audicional en todas las pistas por Steven Malcolmson.
Crystal Sky – Edición Estándar
No. Título Escritor (es)                                   Longitud
1. "The Girl"                     Melisa Bester, Karl Johan Råsmark, Laila Samuelsen 4:09
2. "Keep on Living"         Lena Meyer-Landrut, Tim Myers, Rosi Golan, Richard Stannard, Ash Howes 3:21
3. "Traffic Lights"                                Alex James, Harry Sommerdahl, Hayley Aitken 2:48
4. "All Kinds of Crazy"                 Meyer-Landrut, Beatgees, Laila Samuelsen, Katrina Noorbergen 3:40
5. "Beat to My Melody"                      Meyer-Landrut, Katrina Noorbergen, Jonny Coffer, Sam Preston 3:36
6. "Sleep Now"                   Katrina Noorbergen, Alexander Rethwisch, Konstantin Rethwisch, Heiko Fischer 3:47
7. "Lifeline"                              Meyer-Landrut, Afshin Salmani, Josh Cumbee 3:06
8. "4 Sleeps"                       Meyer-Landrut, Beatgees, Samuelsen, Katrina Noorbergen 4:06
9. "We Roam"                           Meyer-Landrut, Beatgees, Samuelsen, Katrina Noorbergen 3:47
10. "Crystal Sky"                           Meyer-Landrut, Beatgees, Samuelsen, Katrina Noorbergen 3:28
11. "Invisible"                          Meyer-Landrut, Katrina Noorbergen, Coffer, Preston 3:31
12. "Catapult" (feat. Kat Vinter and Little Simz)  Meyer-Landrut, Beatgees, Samuelsen, Katrina Noorbergen, Simbiatu Ajikawo 5:09
13. "In the Light"                    Ian Barter, Aurora Aksnes, Norma Jean Martine, Katrina Noorbergen, Samuelsen 3:18
14. "Home"                           Meyer-Landrut, Coffer Preston, Katy Beth Young 3:42
- Datos: Q19758487